# جامعة برستل
جامعة بريستول (بالإنجليزية: University of Bristol)، هي جامعة بريطانية وواحدة من أبرز الجامعات العالمية، تقع في مدينة بريستول في إنجلترا. تتميز الجامعة بمكانتها الأكاديمية المرموقة، حيث حصل ستة من خريجيها على جائزة نوبل، إلى جانب نخبة من الأكاديميين الذين عملوا أو ما زالوا يعملون فيها.
في التصنيف السنوي لصحيفة التايمز لعام 2005، حلت جامعة بريستول في المرتبة التاسعة من بين أكثر من 120 جامعة في المملكة المتحدة. أما في التصنيف العالمي للتايمز، فقد احتلت المرتبة 59 على مستوى العالم، في حين صنّفها تصنيف جامعة شنغهاي جياو تونغ ضمن أفضل 500 جامعة عالمية في المرتبة 60.
تُعد جامعة بريستول عضوًا في مجموعة راسل المرموقة التي تضم نخبة الجامعات البحثية في بريطانيا، كما تُصنّف أيضًا ضمن جامعات الطوب الأحمر ذات التاريخ العريق.

## تاريخ
في سنة 1876  أنشئت كلية بريستول الجامعية وكانت تضم اثنان من البرفوسورية 5 محاضرين و 99 طالب.وهي أول كلية بريطانية تساوي في طلبات الدخول بين الجنسين الرجال والنساء.
32 سنه بعد ذلك، وبعد كثير من العمل الدؤوب بمساعدة كثير من الأشخاص والدعم المالي من عائلة ويلز وفراي كانت الجامعة جاهزه لطلب التماس من ملك إنجلترا إدوارد السابع لاعطائها صفة جامعة.وبالفعل في شهر مايو من عام 1909  وقع الملك على الالتماس وتم رفع الأعلام ودقت الكنأس أجراسها في جميع أنحاء بريستول ايذانا بتحويلها من كليه إلى جامعة وفي شهر سبتمبر من نفس العام بدأت جامعة بريستول عملها كأحدا الجامعات البريطانية بعدد 288 طالب بكالوريوس و400 طالب أخر. وهي الآن ذات شهرة عالمية حيث حصل أحد عشر عضوا من أعضاء التدريس فيها على جوائز نوبل للسلام نظير تميزهم في أبحاثهم. تمتلك جامعة بريستول تصنيفات عالمية حيث احتلت المرتبة السابعة والعشرين على جامعات العالم في أحد التصنيفات. وفي تصنيف اخر احتلت المرتبة الثالثة والسبعين وكلها تصنيفات معتمدة.

## التنظيم
تضم جامعة بريستول اليوم أكثر من 13000 طالب و 1500 موظف وعائدات الجامعة السنوية حوالي 262 مليون جنيه استرليني حوالي نصف مليار دولار. تتكون جامعة بريستول اليوم من 45 دائرة أكادمية و 15 مركز أبحاث تابعه لست كليات رئيسيه وهذه الكليات هي
- كلية الفنون والآداب وتضم كل من التخصصات التالية : علم الآثار، التاريخ القديم والوسيط، التاريخ الحديث، المسرح، السينما، التلفزيون، اللغة الإنجليزية، اللغة الفرنسية، اللغة الألمانية، اللغة الإسبانية، اللغة البرتغالية، دراسات أمريكا اللاتينية، الدراسات التاريخية، تاريخ الفن، اللغة الإيطالية، الموسيقى، الفلسفة، اللغة الروسية، علم اللاهوت والدراسات الدينية.
- كلية الهندسة وتضم كل من التخصصات التالية : هندسة علوم الفضاء، الهندسة المدنية، الهندسة الميكانيكية، الهندسة الكهربائية والالكترونية، علوم الحاسب الآلي، هندسة نظم الحاسب الآلي، الرياضيات الهندسية.
- كلية الطب والبيطرةو تضم كل من التخصصات التالية :الطب، علم التشريح، الكيمياء الحيوية، الطب التحليلي (الإكلينيكي)، العلوم البيطرية، علم الأمراض، علم الأحياء الدقيقة، علم الأدوية، علم وظائف الأعضاء، الطب الاجتماعي
- كلية الدواء وطب الأسنان وتضم كل من التخصصات التالية : طب الفم والأسنان، الصيدلة، جراحة الفم والأسنان.امراض القلب، والرعاية الصحية، اخلاقيات علم الأعصاب الجزيئيه، طب الأسنان الاصطناعيه، والتكاثر والتطور والتعلم والتعليم الصحي، طب الأطفال وطب الأسنان السريري.
- كلية العلوم وتضم كل من التخصصات التالية : العلوم الزراعية، علم التشريح، الكيمياء الحيوية، علم الأحياء، الكيمياء، العلوم الطبيعية الكيميائية، علوم الأرض، الجغرافيا، الرياضيات، علم الأمراض، علم الأحياء الدقيقة، علم الأدوية، العلوم الطبيعية، علم وظائف الأعضاء
- كلية القانون والعلوم الاجتماعية وتضم كل من التخصصات التالية:القانون، القانون واللغة الفرنسية، القانون واللغة الألمانية، الكيمياء والقانون، الدراسات القانونية المهنية، التعليم المستمر، الاقتصاد، التربية، الجغرافيا، العلوم السياسية، مدرسة الدراسات السياسية، علم الاجتماع، الرياضة، التمرينات الرياضية والدراسات الصحية، علم النفس

## الحرم الجامعي والموقع

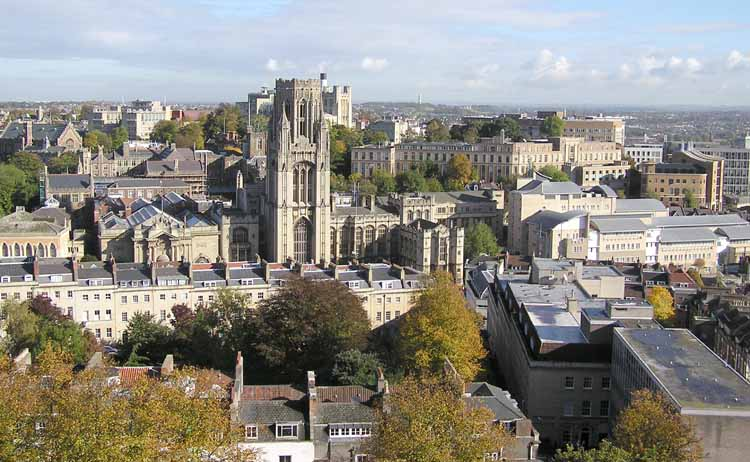
صورة لبعض مباني الجامعة في كليفتون

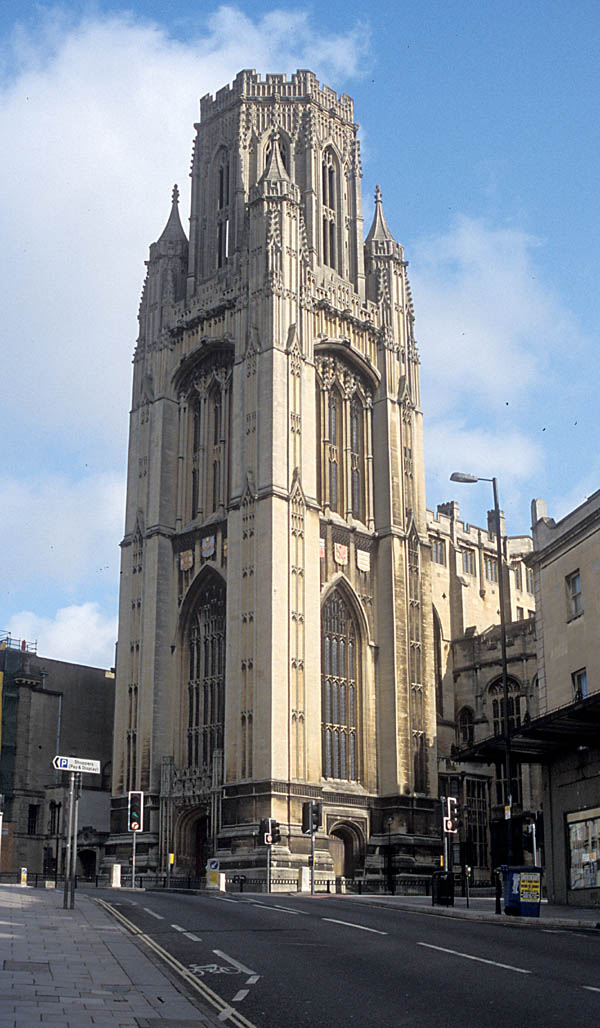
مبنى ويلز التذكاري والذي يحوي كلية القانون

تنتشر مباني الكليات والدوائر الأكادمية التابعة للجامعة في مواقع متفرقة من مدينة بريستول ولا يوجد حرم جامعي محدد، معظم مباني الجامعة تقع في منطقة كليفتون الثرية من بريستول. تعتبر بعض مباني جامعة بريستول من المعالم المهمة للمدينه تظراً لعراقتها وقدمها من أهم مبانيها مبنى ويلز التذكاري ومبنى الملكة
الذي يضم كلية الهندسة ومبنى غرف فيكتوريا الذي يضم كلية الموسيقى.

## الدراسة في جامعة بريستول

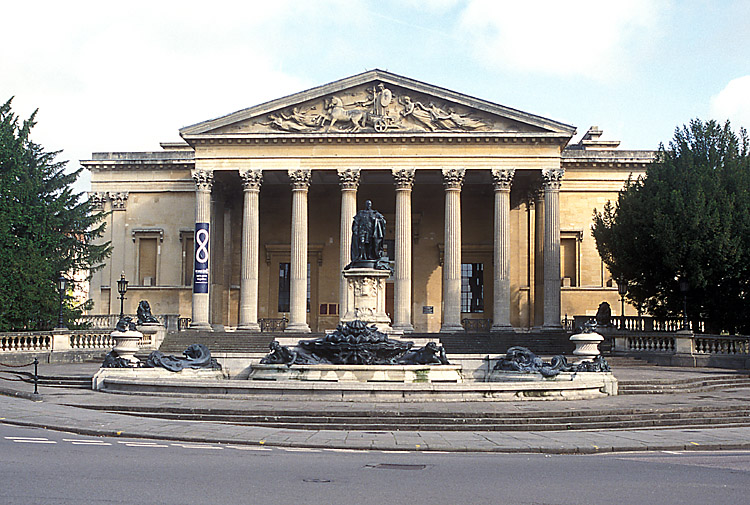
مبنى غرف فيكتوريا والذي يحوي كلية موسيقى

هناك حوالي 11,5 ألف طالب يدرسون درجة البكلوريوس في بريستول وحوالي1500 يدرسون دراسات عليا من دبلوم عالي إلى ماجستير ودوكتوراه، أيضا درجة أستاذ دكتور. هناك أيضا درجات خاصة مرادفه للدكتوراه في دوائر مختلفه من الجامعة مثل دائرة الإدارة الهندسية ودائرة هندسة الطيران. يدرس في الجامعة طلاب ينتمون لجميع جنسيات العالم.هناك تخصصات في جامعة بريستول مصنفه الأولى أروبيا وعالميا، الهندسة الكهربائية والدراما والموسيقى وبعض التخصصات في علم الاجتماع هي من ضمن هذه التخصصات.

## وصلات خارجية
- الموقع الرسمي لجامعة بريستول